# Couroupita
Genre
Classification phylogénétique
Couroupita est un genre de plantes à fleurs de la famille des Lecythidaceae.

## Liste des espèces
Selon Catalogue of Life (22 novembre 2017) :
- Couroupita guianensis Aubl.
- Couroupita nicaraguarensis DC.
- Couroupita subsessilis Pilg.